# Perfect Symmetry tour

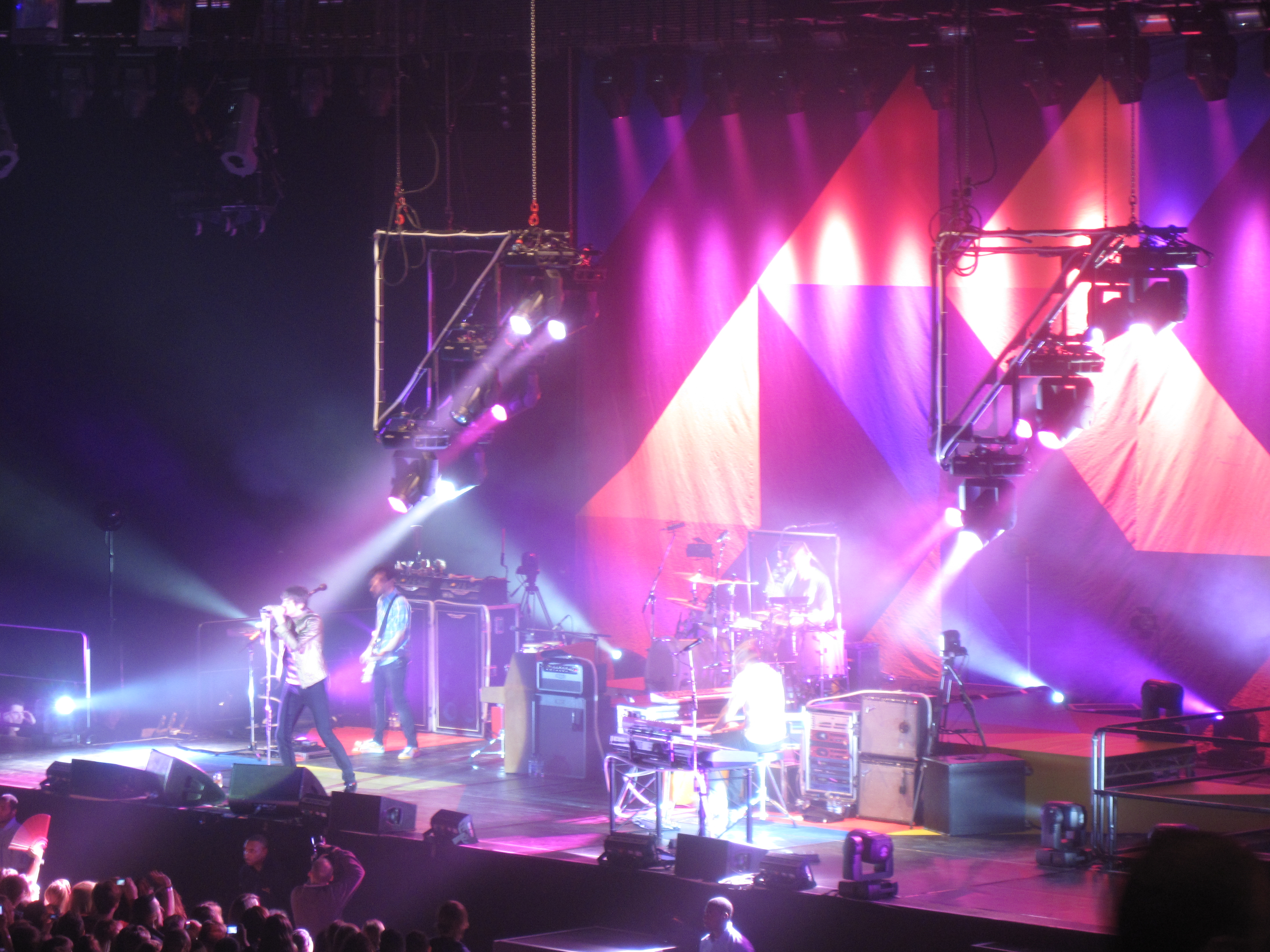
Koncert "Perfect Symmetry" w Londynie

Perfect Symmetry Tour – trasa koncertowa zespołu piano-rockowy Keane, promującej w latach 2008–2009 album Perfect Symmetry.

## Przebieg trasy
Koncerty grupy z East Sussex rozpoczęły się 27 października 200] roku w Antwerpii, w Belgii, a zakończyły 29 października 2009 w Bilbao w Hiszpanii. Odbyło się 96 koncertów.

### Występy[1]
| Data                 | Miasto                    | Państwo                      | Miejsce                                    |
| -------------------- | ------------------------- | ---------------------------- | ------------------------------------------ |
| 27 października 2008 | Antwerpia                 | Belgia                       | Lotto Arena                                |
| 28 października 2008 | Rotterdam                 | Holandia                     | Ahoy                                       |
| 31 października 2008 | Kopenhaga                 | Dania                        | Valby Hall                                 |
| 1 listopada 2008     | Sztokholm                 | Szwecja                      | Annex                                      |
| 3 listopada 2008     | Oslo                      | Norwegia                     | Sentrum                                    |
| 5 listopada 2008     | Kolonia                   | Niemcy                       | Palladium                                  |
| 6 listopada 2008     | Berlin                    | Niemcy                       | Tempodrom                                  |
| 7 listopada 2008     | Monachium                 | Niemcy                       | Zenith                                     |
| 9 listopada 2008     | Barcelona                 | Hiszpania                    | Razzmatazz                                 |
| 11 listopada 2008    | Madryt                    | Hiszpania                    | La Riviera                                 |
| 12 listopada 2008    | Lizbona                   | Portugalia                   | Coliseu dos Recreios                       |
| 20 listopada 2008    | Paryż                     | Francja                      | Le Zenith                                  |
| 23 stycznia 2009     | Belfast                   | Irlandia Północna            | Odyssey Arena                              |
| 25 stycznia 2009     | Dublin                    | Irlandia                     | The O2                                     |
| 27 stycznia 2009     | Newcastle                 | Anglia                       | Newcastle Arena                            |
| 29 stycznia 2009     | Glasgow                   | Szkocja                      | SECC                                       |
| 31 stycznia 2009     | Manchester                | Anglia                       | MEN Arena                                  |
| 1 lutego 2009        | Nottingham                | Anglia                       | Nottingham Arena                           |
| 3 lutego 2009        | Bournemouth               | Anglia                       | Bournemouth International Center           |
| 4 lutego 2009        | Cardiff                   | Walia                        | Cardiff Arena                              |
| 6 lutego 2009        | Sheffield                 | Anglia                       | Hallam FM Arena                            |
| 7 lutego 2009        | Liverpool                 | Anglia                       | Echo Arena                                 |
| 9 lutego 2009        | Plymouth                  | Anglia                       | Plymouth Pavilions                         |
| 10 lutego 2009       | Brighton                  | Anglia                       | Brighton Centre                            |
| 12 lutego 2009       | Londyn                    | Anglia                       | O2 Arena                                   |
| 13 lutego 2009       | Londyn                    | Anglia                       | O2 Arena                                   |
| 25 lutego 2009       | Guadalajara               | Meksyk                       | Mexico Auditorio Telmex                    |
| 27 lutego 2009       | Meksyk                    | Meksyk                       | Mexico Palacio de los Deportes             |
| 28 lutego 2009       | Monterrey                 | Meksyk                       | Mexico Arena Monterrey                     |
| 3 marca 2009         | Bogota                    | Kolumbia                     | Coliseo Cubierto El Campin                 |
| 5 marca 2009         | Santiago                  | Chile                        | Movistar Arena                             |
| 7 marca 2009         | Buenos Aires              | Argentyna                    | Club Ciudad de Buenos Aires                |
| 10 marca 2009        | São Paulo                 | Brazylia                     | Credicard Hall                             |
| [2 marca 2009        | Belo Horizonte            | Brazylia                     | Chevrolet Hall                             |
| 13 marca 2009        | Rio de Janeiro            | Brazylia                     | Citibank Hall                              |
| 13 kwietnia 2009     | Perth                     | Australia                    | Metropolis Fremantle                       |
| 16 kwietnia 2009     | Melbourne                 | Australia                    | The Palace                                 |
| 17 kwietnia 2009     | Sydney                    | Australia                    | Metro                                      |
| 18 kwietnia 2009     | Sydney                    | Australia                    | Metro                                      |
| 20 kwietnia 2009     | Brisbane                  | Australia                    | Tivoli                                     |
| 23 kwietnia 2009     | Osaka                     | Japonia                      | Big Cat                                    |
| 24 kwietnia 2009     | Tokio                     | Japonia                      | Studio Coast                               |
| 2 maja 2009          | Murcja                    | Hiszpania                    | SOS 4.8 Festival/Recinto Ferial de La Fica |
| 8 maja 2009          | Oakland                   | USA                          | The Fox Theater                            |
| 9 maja 2009          | Los Angeles               | USA                          | The Palladium                              |
| 10 maja 2009         | Anaheim                   | USA                          | The Grove                                  |
| 12 maja 2009         | Salt Lake City            | USA                          | Kingsbury Hall                             |
| 13 maja 2009         | Denver                    | USA                          | Ogden Theater                              |
| 15 maja 2009         | Minneapolis               | USA                          | The Myth                                   |
| 16 maja 2009         | Chicago                   | USA                          | Chicago Theatre                            |
| 19 maja 2009         | Waszyngton                | USA                          | Constitution Hall                          |
| 20 maja 2009         | Filadelfia                | USA                          | Tower Theater                              |
| 21 maja 2009         | Boston                    | USA                          | Bank of America Pavilion                   |
| 23 maja 2009         | Toronto                   | Kanada                       | The Sound Academy                          |
| 24 maja 2009         | Cleveland                 | USA                          | Tower City Amphitheater                    |
| 26 maja 2009         | Montclair                 | USA                          | Wellomont Theatre                          |
| 27 maja 2009         | Nowy Jork                 | USA                          | Radio City Music Hall                      |
| 30 maja [009         | Londyn                    | Anglia                       | Shepherd’s Bush Empire                     |
| 31 maja 2009         | Landgraaf                 | Holandia                     | Pinkpop                                    |
| 15 czerwca 2009      | Oslo                      | Norwegia                     | Norwegian Wood Festival                    |
| 16 czerwca 2008      | Kolonia                   | Niemcy                       | E-Werk                                     |
| 17 czerwca 2009      | Berlin                    | Niemcy                       | Kesselhaus                                 |
| 19 czerwca 2009      | Neuhausen ob Eck          | Niemcy                       | Southside Festival                         |
| 20 czerwca 2009      | Werchter                  | Belgia                       | Rock Werchter                              |
| 21 czerwca 2009      | Scheeßel                  | Niemcy                       | Hurricane Festival                         |
| 25 czerwca 2009      | Borlänge                  | Szwecja                      | Peace and Love Festival                    |
| 6 lipca 2009         | Byblos                    | Liban                        | Byblos Festival                            |
| 8 lipca 2009         | Dubaj                     | Zjednoczone Emiraty Arabskie | Madinat Arena                              |
| 10 lipca 2009        | Naas                      | Irlandia                     | Oxegen Festival                            |
| 12 lipca 2009        | Kinross                   | Szkocja                      | T in The Park                              |
| 14 lipca 2009        | Ibiza                     | Hiszpania                    | Ibiza Rocks                                |
| 17 lipca 2009        | Vigo                      | Hiszpania                    | Auditorio de Castrelos                     |
| 18 lipca 2009        | Vila Nova de Gaia / Porto | Portugalia                   | Festival Marés Vivas                       |
| 7 sierpnia 2009      | Osaka                     | Japonia                      | Maishima                                   |
| 8 sierpnia 2009      | Tokio                     | Japonia                      | Chiba Marine Stadium                       |
| 11 sierpnia 2009     | Hongkong                  | Hongkong                     | HITEC Hall                                 |
| 13 sierpnia 2009     | Singapur                  | Singapur                     | Fort Canning                               |
| 15 sierpnia 2009     | Seul                      | Korea Południowa             | ETP Festival                               |
| 22 sierpnia 2009     | Staffordshire             | Anglia                       | Weston Park                                |
| 23 sierpnia 2009     | Chelmsford                | Anglia                       | Hylands Park                               |
| 28 sierpnia 2009     | Paryż/Saint-Cloud         | Francja                      | Rock en Seine                              |
| 29 sierpnia 2009     | Haga                      | Holandia                     | Beatstad Festival                          |
| 30 sierpnia 2009     | Winterthur                | Szwajcaria                   | Musikfestwochen                            |
| 2 września 2009      | Petersburg                | Rosja                        | GlavClub                                   |
| 3 września 2009      | Moskwa                    | Rosja                        | B1 Club                                    |
| 9 września 2009      | Portland                  | USA                          | Roseland Theater                           |
| 10 września 2009     | Seattle                   | USA                          | The Moore Theater                          |
| 11 września 2009     | Vancouver                 | Kanada                       | Centre for Performing Arts                 |
| 13 września 2009     | Edmonton                  | Kanada                       | Edmonton Event Centre                      |
| 14 września 2009     | Calgary                   | Kanada                       | MacEwan Hall                               |
| 16 września 2009     | Winnipeg                  | Kanada                       | Burton Cummings Theatre                    |
| 17 września 2009     | Thunder Bay               | Kanada                       | Thunder Bay Community Auditorium           |
| 19 września 2009     | Kitchener                 | Kanada                       | Centre In The Square                       |
| 20 września 2009     | Montreal                  | Kanada                       | Metropolis                                 |
| 27 października 2009 | Barcelona                 | Hiszpania                    | San Miguel Unique's Barcelona              |
| 29 października 2009 | Bilbao                    | Hiszpania                    | San Miguel Unique's Bilbao                 |